# 송도 센트로드 오피스텔
송도 센트로드(영어: Songdo Centroad)는 대한민국 인천광역시 연수구 송도국제도시 (송도동)에 포스코E&C(당시 포스코 건설)건설한 복합건축물 송도센트로드 중 C동에 해당한다.  
지구단위계획 상으로는 송도국제업무단지(IBD) B4블럭에 해당하며 인접건물로는 B2 힐스테이트송도더스카이 B3 더샵송도아크베이, B5 송도센텀하이브가 위치해 있다. 지하로 연결되는 선큰 광장에는 도시철도 1호선 국제업무지구역 1번 출구가 연결돼있다. 송도국제도시에서 지하철역과 직접 연결된 건축물로는 최초 사례다. (국제업무지구역의 부역명도 센트로드이다.) 
C동 오피스텔의 경우 분양 당시 송도 고급 주상복합 아파트(더샵센트럴파크 I, II)와 견주는 고분양가 오피스텔로 화제였다. 실제로 고급 자재를 사용한 인테리어와 독특한 평면 구조를 갖추고 있다. 
최고 45층, 높이는 163m다. 저층부는 포디움 형태를 갖추고 라멘조 공법 타워형 건축 형태를 이루고 있다. 오피스텔 타입은 주로 1층 6호 구성 264세대로 구성돼있다. 
2층 ~ 5층에 구성된 투룸 세대를 제외하면 6층부터 45층까지 대부분의 세대는 모두 3룸, 4룸(펜트하우스 1세대)으로 이뤄져있어 사실상 일반적인 타워형 공동주택같은 형태이다. 송도에서 원룸이 없는 오피스텔로는 송도 월드마크푸르지오 이후 처음이다. A동과 B동은 오피스(사무실)동으로 구성되어 있고 C동으로 포함된 포디움 구조 1층과 D동 전체는 근린생활시설이다.

## 역사
송도국제도시 송도 센트로드는 2008년 3월 착공에 들어갔다. 같은 해 5월 31일과 9월에 분양이 완료되었다. 2011년 10월 31일에 준공하였다.
송도 국제업무단지가 세계금융위기로 인해 투자 유치 난항을 겪으면서 상당 기간 송도 국제업무지구역을 외딴섬처럼 홀로 서 있었다. 그러나 2021년도 부터 센트로드 주변으로 미려한 건축미의 주상복합, 업무빌딩들이 속속 인허가, 착공되고 24년도부터 준공 및 입주가 시작돼 주변 분위기가 완전히 탈바꿈 됐다.
2023년 연수세무서 외엔 모두 공실이었던 A동의 법적 문제가 다소 해결되며 분양 및 임차가 이뤄졌다.
2023년 주차장 출입 관리기가 설치됐다.
2024년 A동(오피스)의 공실률이 10%대로 거의 해소됐다. 
2024년 송도 센트로드 전체 건물을 아우르는 관리단이 창설되었다. 
2024년 C동(오피스텔) 로비가 라운지 형태로 전면 리모델링 됐다.
2025년 부터는 C동(오피스텔) 커뮤니티 시설이 속속 재구성, 리모델링 됐다.

## 높이
완공 당시 인천광역시에서 가장 높은 오피스텔이 되었다. 그리고 송도국제도시에서 가장 높은 오피스텔이 되었다. 지상은 45층, 지하로는 4층이고 높이는 163m로 구성되어 있다. 송도 센트로드(A동, B동)은 오피스로 구성되어 있는데, 송도 센트로드 오피스텔(C동)이 같은 블럭 A동, B동 보다 높다.

## 특징
총 264실으로 구성되어 있다. 주요설비는 지역난방 공급이고 라멘조 공법으로 건축돼 흔히 말하는 기둥식 건축물이라 내부 구조 변경에서 자유도가 높고 용이한 편이다. 구조는 SRC이다. 도곡동 타워팰리스와 같은 프리미엄 오피스텔에 적용되는 건축 공법이 적용되었다. 
6층부터 45층까지는 타워형 구조로 되어있다. 로비가 송도 오피스텔 중 가장 넓은 편에 속한다.
현관구조는 계단식이고 기본관리비는 평당 5000원이다. 52평형 관리비는 52평형X5000원(평당 관리비)=약 26만원(공용 관리비)이다. 난방방식은 지역난방(열병합)이다. 주차장 출입은 모두 편도 방식이라 입차구역, 출차구역 램프가 따로 존재한다.(총4개소) 세대 당 주차대수는 2.1대로 송도 오피스텔중 가장 쾌적한 편이다.
실내 자재, 부자재가 대체로 좋은 편이다. 독일제 가전과 도어 스토퍼 하나까지 당시 고급 자재로 구성됐다.

## 내부 시설
| 층수                | 시설                            |
| ------------------- | ------------------------------- |
| 40층 ~ 45층         | 오피스텔(타워형 구조, 4룸 세대) |
| 6층 ~ 39층          | 오피스텔(타워형 구조, 3룸 세대) |
| 2층 ~ 5층           | 오피스텔(2룸 세대)              |
| 1층                 | 로비                            |
| 지하 4층 ~ 지하 1층 | 지하주차장                      |

## 같이 보기
- 송도 센트로드
- 대한민국의 마천루 목록
- 인천광역시의 마천루 목록